# Cheyenne Kimball
Cheyenne Nichole Kimball (ur. 27 lipca 1990 roku w Frisco, Texas) – amerykańska piosenkarka i gitarzystka. 
Jej wytwórnią płytową jest Epic Records. Występowała i ostatecznie wygrała program telewizyjny America's Most Talented Kid (Najbardziej uzdolnione dziecko Ameryki) w wieku dwunastu lat. Niedawno zrealizowała swoją pierwszą płytę The Day Has Come, 11 lipca 2006 roku miała miejsce premiera jej pierwszego teledysku „Hanging On”.
Obecnie jest członkiem zespołu country - Gloriana.